# Club Balonmano Pizarro
El Club Balonmano Pizarro fue un equipo de balonmano, originario de la ciudad de Elda (Alicante) España, y fundado por Francisco Miró Cremades. Estuvo en activo de forma oficial entre 1951 y 1971. Disputó 11 temporadas, 10 de ellas consecutivas, en la División de Honor española. Su mejor posición fue la de 3.º en el campeonato de liga de la temporada 1964/65.

## Origen
Durante la posguerra, en la ciudad de Elda, el Frente de Juventudes desarrolló todo tipo de actividades deportivas a nivel amateur. Las que más calado tuvieron fue el fútbol, el baloncesto y el balonmano. El modesto club fue llamado Pizarro Frente de Juventudes, en honor del conquistador Francisco Pizarro. El Pizarro de fútbol llegó a vivir grandes momentos, llegando a proclamarse Campeón de España amateur, en un partido disputado en Teruel el 8 de abril de 1951 ante el Santander.
Tras aquella gesta, y tras una recibimiento por todo lo alto en su llegada a Elda, a los jugadores se les pidió que debían estar afiliados a Falange. La plantilla, que no quiso mezclar deporte con política, renunció y la sección desapareció, fundándose por otra parte la Unión Deportiva Elda. En aquel año, muchos de los jugadores de baloncesto se pasaron a la sección de balonmano, que fue en la que se centraron todos los esfuerzos del club.

## Trayectoria
En 1959, el Pizarro disputa una liguilla de ascenso en la que queda subcampeón provincial, por detrás del Obras del Puerto de Alicante, por lo que ambos ascienden a la máxima categoría nacional. No obstante, en esa misma temporada, el equipo debe jugar una promoción de permanencia, que acaba perdiendo para volver a categoría provincial.
En 1961, tras una espectacular temporada en la que gana todos los partidos, vuelve a ascender a División de Honor. Comenzaba así el periodo más laureado del equipo, con 10 temporadas consecutivas en la máxima categoría. Sus mayores éxitos cosechados se pueden reflejar en dos temporadas. En la 1964/65, tras protagonizar una gran campaña en la que no ceden ningún punto como equipo local, quedan en 3.ª posición en la liga. El comienzo de la temporada 1966/67 es meteórico, quedando campeones de invierno, y finalmente, acabando la liga en 4.º puesto.
El nombre del club ha cambiado 3 veces de denominación. Comenzó llamándose Pizarro Frente de Juventudes, pasándose luego a llamar Pizarro Antiguos Miembros del Frente de Juventudes. El tercer nombre, con el que más será recordado, es el de Club Balonmano Pizarro. En sus últimos momentos, volvió a cambiar, denominándose Sociedad Cultural y Deportiva Pizarro. En sus 20 años de vida, el club disputó sus encuentros en 3 pistas distintas. Comenzó jugando sus encuentros en el Estacio Municipal El Parque (hoy Plaza de la Ficia), que era un campo de fútbol de tierra donde jugaba sus partidos el CD Eldense. Había que adaptar la pista y pintar las líneas en cada encuentro, y finalmente la federación en División de Honor, dicta la obligatoriedad de jugar en pista de cemento. Surge así la Pista Paz, que se montó de forma provisional en el patio de butacas del Cine Gloria de verano, junto al ambulatorio de Padre Manjón. Sus últimos años de liga los disputó finalmente en el recién creaado Pabellón de Madera del Polideportivo Municipal anexo al campo de fútbol.
En los mejores años del Pizarro, Elda era conocida por ser una caldera a presión, temida por todos los equipos, sobre todo durante los años de la Pista Paz, en la que los aficionados estaban sentados en sillas alrededor del terreno de juego. En la cancha eldense era habitual ver derrotados a los equipos más importantes del país, como el BM Granollers, FC Barcelona, el Salleko, el Altos Hornos, pero sobre todo, el Atlético de Madrid, con quien hubo una gran rivalidad, y una larga serie de polémicas arbitrales y administrativas.
La prensa colchonera calificaba al Pizarro como su máximo rival extradeportivo, y la prensa calificaba los encuentros como batallas campales, recordando sobre todo una polémica derrota que sufrió el Atleti en Elda por 14-13 el 28 de enero de 1968, aunque hubo otras más contundentes como la victoria cosechada por el Pizarro por 15-6 en la temporada 1964/65. Un extremo del FCB, Bescós relataría en una entrevista la dureza de jugar en suelo eldense: "Jugar en la pista del Pizarro de Elda era terrible por los garrotazos que te daban la gente y los jugadores".

## Desaparición
La extrema rivalidad entre el Pizarro y el Atlético de Madrid fue el principal motivo que propició la desaparición del conjunto eldense. En aquella polémica derrota de 1968, los colchoneros se encararon e insultaron a la afición de Elda, la cual respondió violentamente, con incidentes como la rotura de cristales en vehículos madrileños. Los hechos fueron penados con una multa de 8000 pts al Pizarro y una sanción de 3 partidos sin poder jugar en su pista.
El 7 de marzo de 1971, en la última visita del club rojiblanco a Elda, sufrieron una dura derrota de 16-6. El encuentro fue suspendido en la segunda parte por el árbitro, que acusó a los madrileños de una pasividad premeditada. El encuentro fue declarado nulo ante una gran polémica, y el Pizarro fue condenado a jugar sus encuentros con los atléticos en terreno neutral, amén de otras varias sanciones a jugadores y colegiados. Esto se sumó a una polémica con el ayuntamiento de Elda, que al no dejarle utilizar el polideportivo municipal, fue nuevamente sancionado por dictarse incomparecencia en el encuentro Pizarro - Picadero Barcelona. El último partido disputado por el Pizarro fue en casa contra el Granollers, que acabó con un tenso empate a 14.
En el siguiente partido en San Sebastián, el Pizarro no se presentó, quedando de este modo descalificado de la liga, y firmando así el equipo su definitiva sentencia de desaparición.

## Palmarés
Temporadas en División de Honor
- 1959/60: 11.º
- 1961-62 y 1962-63 no hubo Division de Honor se volvió a Grupos de Primera Nacional, que jugaban sectores tipo las categorías inferiores de hoy
- 1963/64: 10.º
- 1964/65: 3.º
- 1965/66: 8.º
- 1966/67: 4.º
- 1967/68: 8.º
- 1968/69: 6.º
- 1969/70: 8.º
- 1970/71: descalificado